# حسن خجسته باقرزاده
حسن خجسته باقرزاده (متولد ۱۳۳۱ در مشهد) استاد علوم ارتباطات، فعال حوزه فرهنگی و معاون سابق سازمان صداوسیمای جمهوری اسلامی ایران و رئیس رادیو به مدت بیش از ۱۰ سال بود. او در سال ۱۳۸۶ به عنوان نایب رئیس اتحادیه رادیو تلویزیونی آسیا- اقیانوسیه (ABU) برگزیده شد. خجسته همچنین از سال ۱۳۸۷ معاونت برنامه‌ریزی و نظارت سازمان صدا و سیما را برعهده داشت، وی نامزد دوازدهمین دوره انتخابات مجلس شورای اسلامی از حوزه انتخابیه تهران نیز بود.
منصوره خجسته باقرزاده، همسر سید علی خامنه‌ای، خواهر حسن خجسته باقرزاده است.

## تحصیلات
او دیپلم ریاضی دارد و دوره کارشناسی و کارشناسی ارشد را در دانشگاه تهران در رشته‌های جامعه‌شناسی و مردم‌شناسی گذارنده است. همچنین بالاترین مقطع تحصیلی وی دکترای مدیریت استراتژیک از دانشگاه عالی دفاع ملی است.

## صداوسیما
حسن خجسته از اوایل دهه هفتاد شمسی به سازمان صداوسیما رفت و از رده‌های پایین کار خود را آغاز کرد و به سراغ برنامه‌سازی در رادیو رفت. تهیه‌کنندگی برنامه صبحگاهی رادیو، مدیریت گروه اجتماعی رادیو تهران، سمت مدیریت شبکه استانی رادیو تهران و همچنین مدیریت رادیو پیام مسیری بود که حسن خجسته تا معاونت صداوسیما طی کرد. وی در سال ۱۳۷۷ و در دوره مدیریت علی لاریجانی بر رسانه ملی، به عنوان معاون صدا منصوب شد.
در دوره مدیریتی حسن خجسته بر رادیو، توسعه کمی و تولید شبکه‌های تخصصی در دستور کار قرار گرفت و شبکه‌هایی همچون رادیو ورزش، رادیو سلامت، رادیو اقتصاد، رادیو معارف و رادیو گفت‌وگو به رادیوهای عمومی اضافه شدند.
در ۴ سال ابتدایی دوره مدیریت عزت‌الله ضرغامی در صداوسیما، حسن خجسته کماکان معاونت صدا را برعهده داشت اما از آنجا که عملکرد رادیو، مورد انتقاد محمود احمدی‌نژاد و رسانه‌های نزدیک به دولت وقت بود با فشار آنها و بدون آنکه بتواند رادیو نمایش را افتتاح کند، در تاریخ ۲۴ دی ۱۳۸۷، مجبور به کناره‌گیری از مدیریت رادیو شد. ضرغامی رئیس سازمان صداوسیما با این استعفا مخالف بود.
حسن خجسته، از ۲۸ دی ۱۳۸۷ و پس از ۱۰ سال مدیریت بر صدای جمهوری اسلامی ایران با حکم ضرغامی به معاونت برنامه‌ریزی و نظارت صداوسیما رفت.

## کتاب ها[۱۰]
- تأثیر معماری مسکونی بر سنت‌های اجتماعی، مطالعه موردی هویزه، انتشارات سروش، ۱۳۷۶
- جامعه‌شناسی رادیو (ویرایش اول)، اداره کل تحقیق و توسعه صدا، ۱۳۸۰
- جامعه‌شناسی رادیو (ویرایش دوم)، اداره کل تحقیق و توسعه صدا ،۱۳۸۱
- جامعه‌شناسی رادیو (متن انگلیسی)، اداره کل پژوهش‌های رادیو، ۱۳۸۷
- تاملات جامعه شناختی دربارهٔ رادیو، اداره کل پژوهش رادیو، ۱۳۸۴
- مطالعات جامعه شناختی دربارهٔ رادیو، اداره کل پژوهش رادیو ،۱۳۸۵
- جامعه‌شناسی رادیو و رسانه، اداره کل پژوهش رادیو ،۱۳۸۶
- رادیو، مدیریت و جامعه، دفتر پژوهش‌های رادیو۱۳۸۷
- زنان، هویت و امنیت ملی، (در دست انتشار)
- موسیقی، رادیو، جامعه (در دست انتشار)
- رادیو چیست؟ مطالعه جامعه شناختی رادیو، ۱۳۹۲، مرکز مطالعات رسانه وزارت ارشاد اسلامی

## حواشی
محمود احمدی‌نژاد در واکنش به توییت جنجالی خجسته که به صورت غیرمستقیم احمدی‌نژاد را به دلیل آنکه گفته بود در انتخابات رأی نمی‌دهد، «حرامی» خوانده بود، مدعی شد که حسن خجسته (معاون وقت صداوسیما)، در زمان دولت نهم به مدت دو هفته، به اتفاق خانواده، میهمان یک شرکت اسرائیلی در هند بوده و قرار می‌شود در سفر بعدی، از طریق ترکیه به تل آویو برود. احمدی‌نژاد همچنین اضافه کرده بود که بعد از اطلاع او از این خبر، از سفر خجسته به اسرائیل جلوگیری شده و او را از ریاست رادیو عزل کرده اند؛ اما بنا به مصالحی به پرونده‌اش رسیدگی نشده.
پس از واکنش احمدی‌نژاد، تکذیبه‌ای از قول ضرغامی، رئیس پیشین صداوسیما منتشر شد که او آن را جعلی خواند و مدعی شد که جابجایی خجسته از معاونت صدا به معاونت برنامه‌ریزی ارتباطی با این شایعات نداشته است. همچنین برخی تحلیلگران، ادعای احمدی‌نژاد را سخیف و بی‌پایه خوانده و تعدادی از مدیران هم‌دوره خجسته در صداوسیما نیز این شایعه را تکذیب کردند.